# Slahung (plaats)
Slahung is een bestuurslaag in het regentschap Ponorogo van de provincie Oost-Java, Indonesië. Slahung telt 7544 inwoners (volkstelling 2010).